# Lindbergia ovata
Lindbergia ovata är en bladmossart som beskrevs av Thériot 1928. Lindbergia ovata ingår i släktet Lindbergia och familjen Leskeaceae. Inga underarter finns listade i Catalogue of Life.